# Denise Riffle
Denise Riffle (Baltimore, Maryland; 18 de junio de 1971) es una ex asistente de lucha libre profesional estadounidense más conocida como Chastity. Antes de su carrera en la lucha libre, también apareció en una película pornográfica titulada Live Bait. Su única escena en Live Bait fue ella y otra mujer realizando el sexo oral a un varón.

## Carrera

### Inicios
Después del entrenamiento bajo Raven y Corporal Punishment, Denise Riffle se convirtió en una asistente de cámara de lucha libre en 1996, y trabajó en el circuito independiente como Brittany Bottoms.

### Extreme Championship Wrestling
Se unió a la Extreme Championship Wrestling en 1997 y cambió su nombre por el de Chastity. Era la asistente de la bWo antes de unirse a Raven's Nest. Ella ganó una reputación durante este tiempo por pulverizar a sus enemigos con un extintor de incendios. Cuando Raven dejó ECW para unirse a la World Championship Wrestling a finales de 1997, Riffle se convirtió en la asistente de Justin Credible. Había varias peleas con Beulah McGillicutty, y recibió numerosos martinetes del aliado de ella, Tommy Dreamer. Ella dejó ECW poco después de ser "despedida" por Credible, que en repetidas ocasiones la golpeó con su caña de Singapur.

### World Championship Wrestling
Riffle se unió a la World Championship Wrestling a finales de 1998 y se reunió con Raven cuando ella apareció en varias viñetas como su adinerada hermana. Ella comenzó a acompañar a Raven al ring, únicamente contra todos los que estén y unir fuerzas con Hardcore Hak. Ella intervino en la mayoría de luchas hardcore de Hak hasta que fue liberada de manera abrupta de la empresa en 1999, cuando la WCW descubrió su pasado del cine para adultos.

### Xtreme Pro Wrestling
Riffle reapareció en Xtreme Pro Wrestling como la asistente de Lizzy Borden. Ella ayudó a Borden en su feudo con Kristi Myst y fue asistente de Johnny Webb.

## Hechos de lucha libre
- Luchadores dirigidos
  - Sandman
  - The Blue Meanie
  - Stevie Richards
  - Raven
  - John Kronus
  - Justin Credible
  - Lance Storm
  - Jason Knight
  - Paul Diamond

## Vida personal
- Riffle está casado y tiene una hija de nombre Esperanza, así como un hijo llamado Boomer (de una relación anterior).[1]